# Beaubears Island
Beaubears Island är en ö i Kanada.   Den ligger i provinsen New Brunswick, i den östra delen av landet, 800 km öster om huvudstaden Ottawa.
I omgivningarna runt Beaubears Island växer i huvudsak blandskog. Runt Beaubears Island är det ganska glesbefolkat, med 43 invånare per kvadratkilometer.